# Conium maculatum

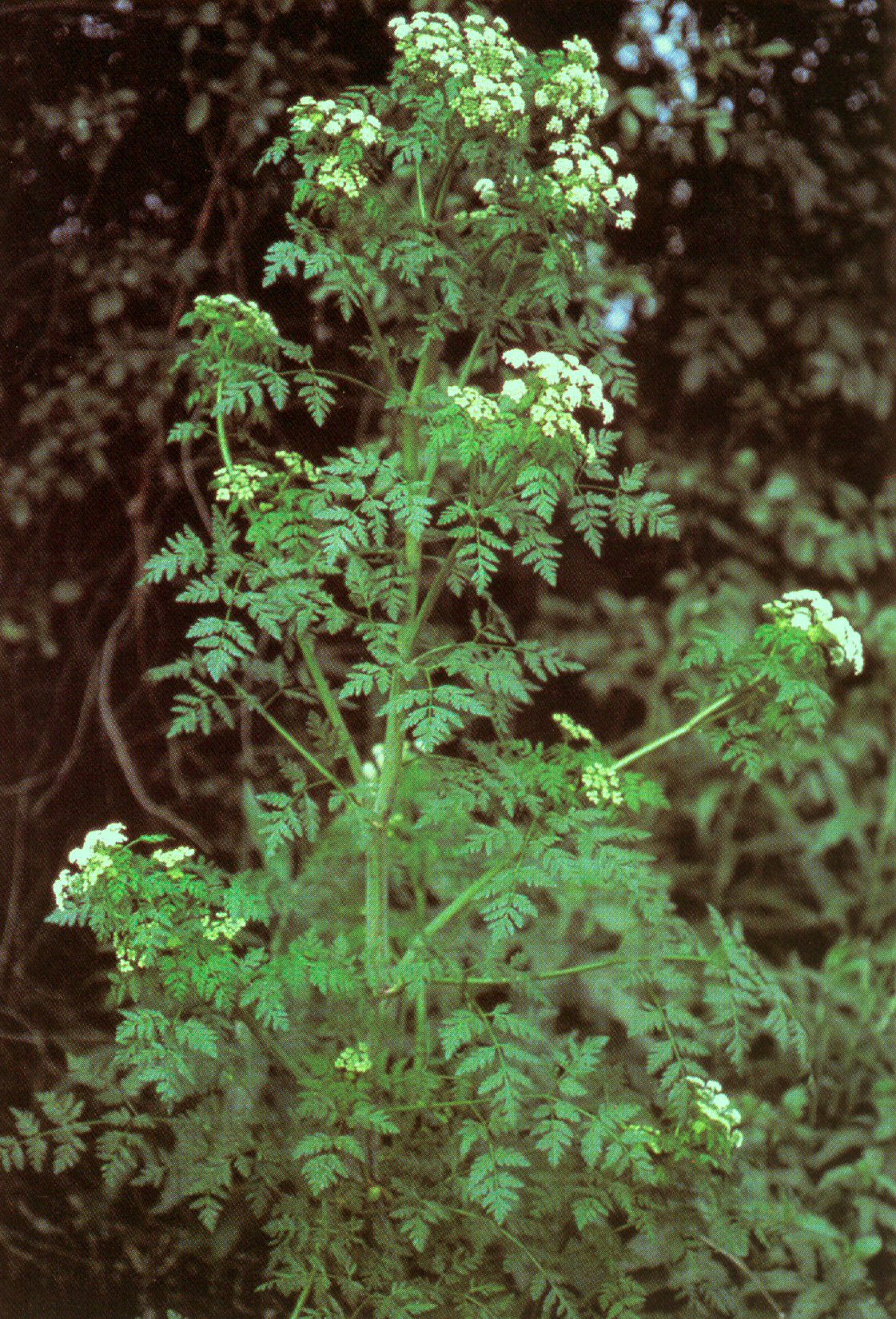
Hábito de C. maculatum (planta em flor)

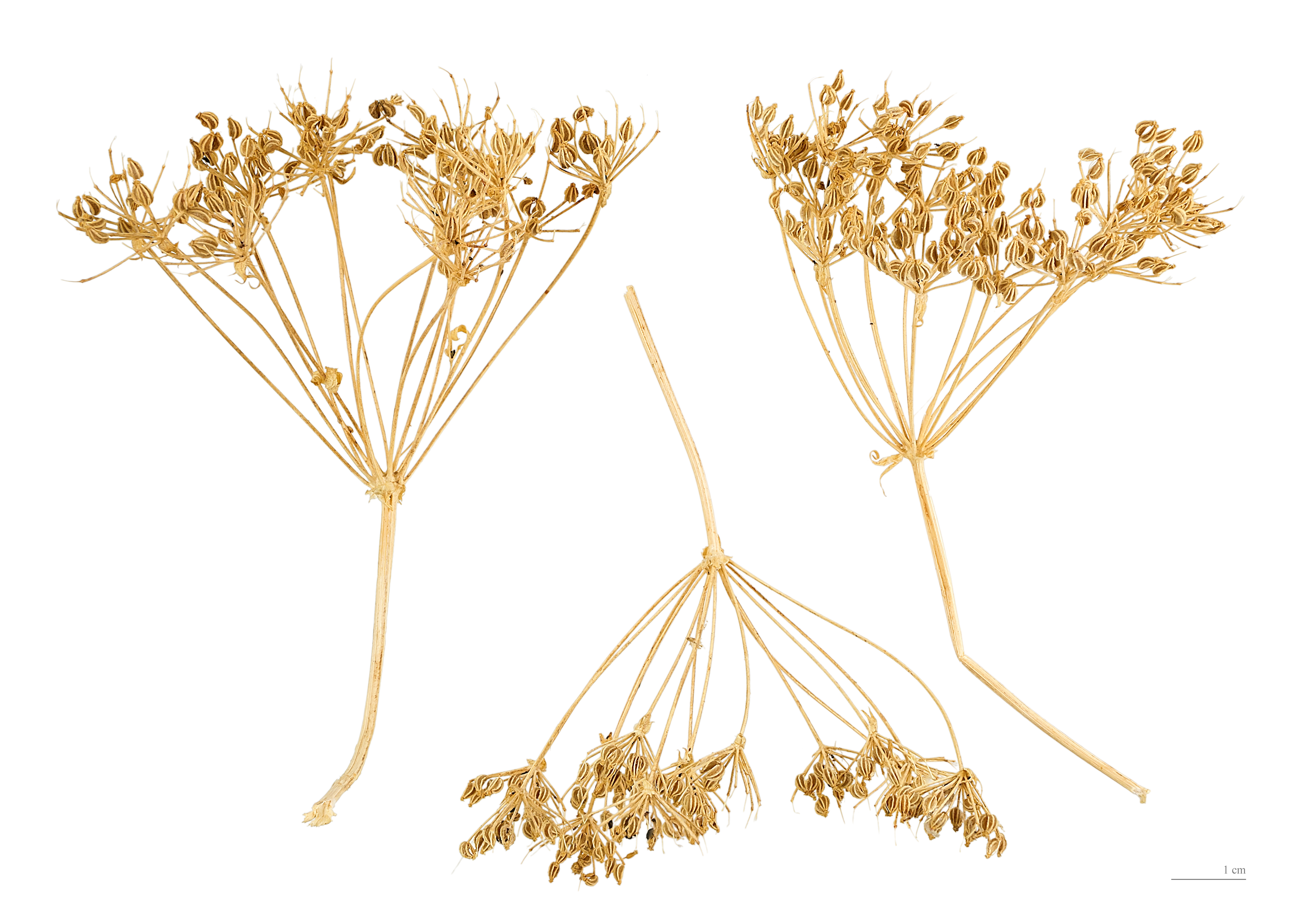
Umbelas e sementes de Conium maculatum - MHNT.

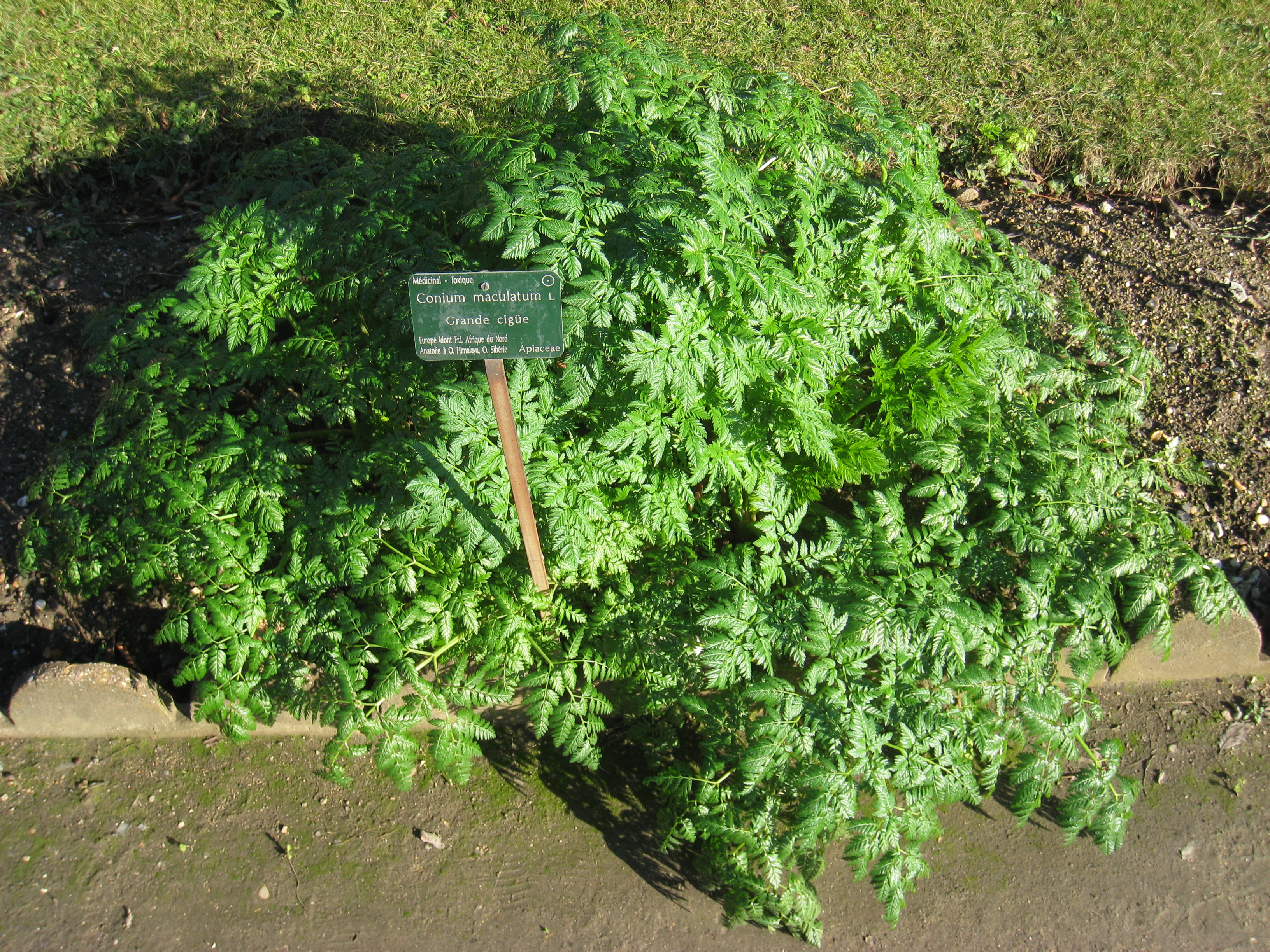
Plantas jovens de Conium maculatum (Jardin des Plantes de Paris)

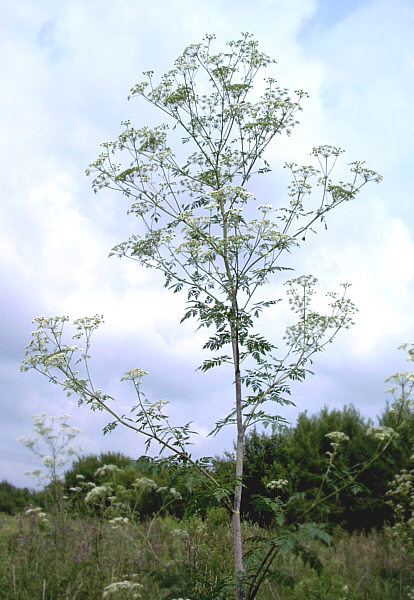

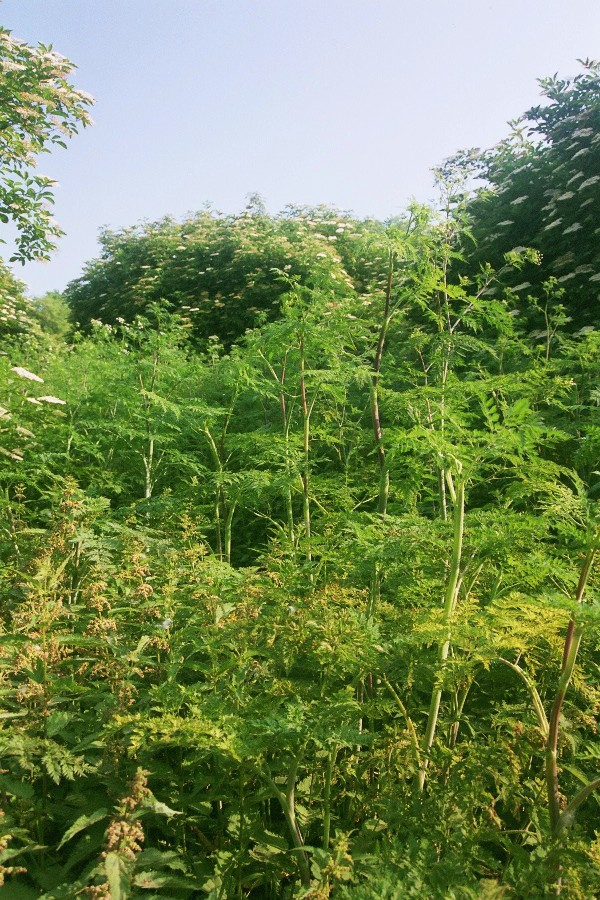

Conium maculatum L., conhecida pelo nome comum de cicuta (não confundir com o género Cicuta),
 é uma espécie herbácea pertencente ao género Conium da família Apiaceae. A planta é conhecida por dela se extrair a cicuta, uma potente mistura de alcalóides, entre os quais a cicutina, utilizada na Europa desde a antiguidade clássica como veneno. Em 399 a.C. o filósofo Sócrates foi condenado à morte por ingestão de uma tisana de cicuta.

## Descrição
Planta herbácea com 1,5-2,5 m de altura, com caules ocos e estriados, de cor verde-escura, mas manchados com estrias purpúreas na região basal. A planta é em geral muito ramosa na parte superior. A seiva é venenosa, caracterizando-se por emitir um odor desagradável, semelhante a urina.
As folhas são brandas, fétidas, verdinegras, triangulares e divididas em folíolos elípticos, pontiagudos e dentados com até 50 cm de comprimento e 40 cm de largura.
As flores são pequenas, de coloração branca, agrupadas em umbelas com 10 a 15 cm de diâmetro.
Os frutos são ovalados, de coloração verde-acinzentada, com aproximadamente 3 mm de diâmetro. As sementes são pequenas e de coloração negra ou cinzento-escura.
A espécie tem distribuição natural na Europa e no Médio Oriente, mas encontra-se naturalizada na América do Norte e em algumas regiões da Argentina. Prefere ambientes nitrófilos, húmidos e umbrosos, como as margens de cursos de água, periferia de campo e clareiras em bosques abertos. Apresenta comportamento ruderal, sendo frequente em campos abandonados e depósitos de entulhos.
A planta é muito semelhante a Petroselinum crispum ou a Foeniculum vulgare, distinguindo-se contudo pelo seu verde mais escuro, pelo odor e pela presença de mancas arroxeadas na base do caule.

## Vias de exposição[2][3]
- Boca: a mais comum. Ocorre pela confusão da planta com outras comummente utilizadas na comida. Esta via de exposição irá levar à paralisia muscular ascendente.
- Olhos: poderá resultar numa conjuntivite ou, irritação da mucosa derivada da ação da conina.
- Nariz: ocorre quando existem vapores que contêm as moléculas tóxicas desta planta, que são inalados durante um longo período de tempo. Neste caso os sintomas serão semelhantes aos que ocorrem aquando a ingestão da planta.
- Pele: o contacto da planta com a pele poderá causar ardor, sensação de dormência, dermatite e, possivelmente, a absorção sistémica das substâncias tóxicas.

Por norma os envenenamentos por ingestão de cicuta são acidentais e ocorrem em pessoas que confundem esta planta com outras que são tipicamente utilizadas na alimentação, no entanto, o cheiro desagradável desta planta faz com que estes acidentes não sejam assim tão comuns. Nos animais também é comum a ingestão desta planta acidentalmente, uma vez que ela é invasiva e pode crescer nos locais onde estes animais pastam. Nesta população a intoxicação por Conium maculatum pode ser aguda, na qual se observam sintomas muito semelhantes ao observado nos humanos, ou crónica que se manifesta como malformações dos fetos gerados por estes animais.

### Sintomas[3]
- Dificuldade no movimento
- Dilatação das pupilas
- Pulso fraco
- Respiração rápida
- Salivação
- Convulsões
- Asfixia

### Prevenção[3][4]
Alerta da população para os perigos de ingestão de Conium maculatum, assim como dar a conhecer as características desta planta que permitem que ela seja reconhecida na natureza.
Fazer o controlo biológico é uma opção recorrendo para isso a insetos da espécie Agonopterix alstromeriana.
Fazer controlo químico do crescimento desta espécie com a utilização de compostos derivados da auxina demonstrou ser a forma mais económica e eficaz de realizar este controlo. Este deve ser feito durante 3 a 6 anos para garantir que a planta é erradicada.
Fazer o controlo físico (corte e arranque) é também um métodos que pode ser utilizado, no entanto deve ser realizado antes das plantas produzirem sementes.

### Diagnóstico[5][6]
A primeira deteção de y-coniceina no sangue e urina de 3 indivíduos mortos por envenenamento com cicuta foi feita em 1995 utilizando métodos de extração líquido-líquido com cloreto de butilo e deteção através de cromatografia-gasosa - espetrometria de massa. Este método foi depois melhorado como forma de detetar também a presença de conina utilizando, para a extração, uma combinação de extração líquido-líquido e extração em fase sólida.
Em publicações mais recentes foi possível a deteção e quantificação de alcalóides tóxicos no plasma sanguíneo incluindo a conina, através da sua extração do plasma por técnicas de extração em fase sólida (fase móvel: gradiente de acetonitrilo e amónio aquoso) e deteção através de cromatografia líquida - espetrometria de massa.

### Tratamento[7]
Não existe um antídoto específico para o tratamento desta intoxicação. O principal tratamento que é feito nestas situações é apenas sintomático. Além do suporte básico de vida deverá também ser realizada uma lavagem gástrica e a administração de carvão ativado para diminuir a absorção dos alcalóides tóxicos. A administração de benzodiazepinas ou barbitúricos é considerada no caso de se observarem convulsões no doente. A falência respiratória é uma possibilidade, no caso da ingestão de doses elevadas desta planta, pelo que, o auxílio respiratório deverá ser aplicado quando necessário.

## Etnobotânica
A cicuta tem sidos utilizada em algumas medicinas tradicionais pelas suas propriedades antiespasmódicas e como sedante para acalmar dores persistentes e intratáveis, como as produzidas por algumas formas de cancro e por neuralgias Era usado como antiespasmódico e analgésico e pela sua acção sobre o pneumogástrico e as terminações nervosas sensitivas. Era considerada como galactófugo, Foi usada no tratamento das neuralgias.
Na antiguidade clássica, os médicos árabes e gregos utilizavam a cicuta no tratamento de diversas patologias, entre as quais a artrite. Contudo nem sempre era eficaz e os riscos eram muito grandes, pois a diferença entre uma dose terapêutica e uma dose tóxica é muito pequena. A sobredose produz secura na boca, dificuldade em engolir, dilatação das pupilas (midríase), náuseas, paralisias musculares, e finalmente paragem respiratória e asfixia, ainda  que a vítima permaneça lúcida até falecer.
Na antiguidade clássica a intoxicação por cicuta foi usada pelos gregos para tirar a vida aos condenados a pena de morte. O caso mais paradigmático do uso deste método de execução foi a morte de Sócrates, consumada pela ingestão de uma infusão à base de cicuta no ano de 399 a.C. Após ingerir a cicuta, Sócrates passeou pelo quarto, como lhe haviam recomendado, até que sentiu as pernas pesadas. Deitou-se de costas para que, em intervalos, lhe examinassem os pés e as pernas, até que deixou de os sentir. Sócrates começou então a ficar frio e enrijecido, até que sobreveio a morte (ver: A Morte de Sócrates).
Como princípios activos contém alcalóides derivados da piperidina, nomeadamente a conina ou cicutina, a metilcicutina, conhidrina e a pseudoconhidrina, para além de diversas gomas e resinas, pectina, sais minerais, carotenos, ácido cafeico e ácido acético.

## Toxicidade
A planta é rica em alcalóides, entre os quais se destacam os glucósidos flavónicos e cumarínicos e um óleo essencial rico em coniceina e cicutina (também designada por conina, conicina ou coniína), uma neurotoxina que inibe o funcionamento do sistema nervoso central, produzindo um quadro patológico designada por "cicutismo". O efeito desta toxina é semelhante ao produzido pelo curare.
A concentração da cicutina no material vegetativo fresco varia com o estado de maturação e com as condições climáticas, sendo maior nos frutos verdes (0,73-0,98%), nos frutos maduros (0,50%) e nas flores (0,09-0,24%).
Alguns gramas de frutos verdes são suficientes para provocar a morte de um humano (os ruminantes e as aves parecem ser resistentes). Os cavalos e os burros são pouco sensíveis, mas é um veneno violento para os bovinos, os coelhos e os carnívoros.
Nos humanos, a ingestão provoca cerca de uma hora depois transtornos digestivos (especialmente quando a raiz é ingerida), vertigens e cefaleias, parestesias, descida da temperatura corporal, redução da força muscular e, finalmente, uma paralisia ascendente. A morte pode sobrevir devido a insuficiência renal provocada pelas violentas convulsões, e pela consequente destruição muscular, ou devido às alterações no ritmo respiratório, que inicialmente é acelerado e depois deprimido, o que pode conduzir à morte por asfixia.
Podem ocorrer intoxicações por ingestão acidental da planta dadas as suas semelhanças com a salsa, o funcho, o aipo e algumas outras apiáceas utilizadas como alimento ou condimento, apesar de existirem consideráveis diferenças entre estas plantas e a cicuta, nomeadamente o odor, o tamanho e as manchas arroxeadas nos caules, uma característica distintiva das plantas do géneros Conium.

### Toxicodinâmica[4]
Os alcalóides presentes na cicuta são neurotóxicos e teratogénicos. A toxicidade desta planta deve-se exatamente à presença deste alcalóides nicotínicos, sendo que destes o mais potente é a coniina, seguida da y-coniceina e N-metilconiina.
A Coniina, a γ-coniceina e a N-metilconiina bloqueiam ou reduzem a resposta do músculo à acetilcolina devido à sua ligação aos recetores nicotínicos das células neuromusculares, causando uma paralisia ascendente dos músculos. Estas moléculas afetam o sistema respiratório dos mamíferos, sendo que este é inicialmente estimulado e depois inibido, levando a cianose a à morte por asfixia. Têm efeitos semelhantes aos induzidos pelos curares e pela nicotina, tanto a nível do sistema nervoso central como periférico. A toxicidade dos alcalóides da cicuta em células humanas são, da mais alta para a mais baixa, ordenadas da seguinte forma: γ-coniceina > (−)-coniina > (−)-N-metilconiina > (±)-coniina > (±)-N-metilconiina > (+)-coniina > (+)-N-metilconiina.
A teratogenecidade associada à conina e a outros alcalóides presentes na cicuta poderá estar relacionada com a sua capacidade de ativar e dessensibilizar estes recetores nicotínicos da acetilcolina no feto, levando à inibição do movimento fetal.

### Toxicocinética[13]
Apesar de a informação existente, no que diz respeito à cinética destes alcalóides no organismo do ser humano, ser limitada, o facto de as suas estruturas serem semelhantes à da nicotina indica que a sua cinética também poderá ser semelhante.
Relativamente à toxicocinética da conina no nosso organismo:
- Absorção: É rapidamente absorvida pelas várias vias de exposição (gastrointestinal, dérmica, inalação…), o que é visível pelo  aparecimento dos sintomas 30 a 90 minutos após a ingestão da planta.
- Distribuição: A conina tem uma grande e rápida distribuição no organismo, sendo estimado que o seu volume de distribuição será de 1-3 L/Kg.  A sua ligação às proteínas plasmáticas é baixa variando de 4.9% a 20%. Passa com facilidade a barreira hemato-encefálica, é capaz de atingir a placenta e também se distribui livremente no leite materno.
- Metabolismo: Tem um metabolismo de 1ª passagem muito elevado, sendo que cerca de 70-75% do composto vai ser metabolizado antes de atingir a corrente sanguínea.
- Excreção: A conina é essencialmente eliminada na urina e , de forma mais negligenciável, no suor e nas fezes. Tem um tempo de semi-vida, em média, de 2h sendo que este está muito dependente do indivíduo, podendo variar num intervalo de 1 a 4h. A sua excreção na urina depende também do pH, sendo maior em urinas ácidas.

### Teratogenicidade[14][15][16]
Os efeitos teratogénicos estão indubitavelmente relacionados aos efeitos neuromusculares no feto e demonstraram estar relacionados à redução do movimento fetal. As diferenças na estrutura química conferem diferenças significativas na toxicidade / teratogenicidade (γ-coniceína> coniina> N-metilconiina), mas a potência teratogénica dos alcalóides é desconhecida.
Os efeitos relatados devido à ingestão de Conium maculatum foram  apenas registados em animais, apresentando uma maior gravidade em bovinos quando comparada à observada em porcos e ovinos.
Keeler e Balls (1978) sugeriram que os alcalóides da piperidina devem atender a certos critérios estruturais para serem teratogénicos, tais como: um anel saturado ou uma ligação dupla única com uma cadeia lateral de pelo menos três átomos de carbono de comprimento adjacente ao átomo de azoto. Além disso, os alcalóides de piperidina com uma ligação dupla adjacente ao átomo de azoto do anel de piperidina são mais tóxicos do que os derivados saturados ou N-metil.
- Bovinos: Vacas que se alimentaram da planta verde fresca durante os dias 50 a 75 de gestação originaram bezerros com defeitos congénitos: artrogripose e curvatura espinhal. Vacas às quais foram administradas diariamente cápsulas com 1,5 a 3,0 mg de conina originaram bezerros com defeitos semelhantes. As manifestações artrogripóticas da condição agravaram com o crescimento dos animais, uma vez que à medida que o bezerro cresce os seus membros são submetidos a um maior peso. As alterações ósseas são permanentes. O odor a cicuta foi detetado no leite e na urina destas vacas, confirmando-se, por cromatografia em camada fina, a presença de alcalóides de C. maculatum. Os animais alimentados com plantas secas tiveram bezerros normais. Vários análogos da conina não foram teratogénicos e não surgiram defeitos congénitos por inalação materna de conina ou da planta verde.
- Suínos: As expressões teratogénicas são semelhantes na vaca e no porco. C. maculatum induziu malformações esqueléticas e fenda palatina em suínos quando alimentadas durante períodos específicos da gestação. As fendas palatinas e malformações dos membros foram induzidas em porcos recém-nascidos quando a mãe grávida foi alimentada com a planta fresca durante os dias 30 a 40 de gestação e malformações semelhantes nos membros, mas sem fenda palatina quando alimentadas durante os dias 43 a 53 de gestação.
- Ovinos: Ovelhas com 30 a 40 dias de gestação foram alimentadas com 6,8 g/Kg de planta fresca, dose que se mostrou tóxica e teratogénica. No entanto, a gravidade das malformações dos membros foi menor do que em vacas e porcos e não ocorreu fenda palatina. Os efeitos teratogénicos foram transitórios e incluíram flexão excessiva nas articulações do carpo e caudas dobradas. No entanto, 8 semanas após o parto, os cordeiros pareciam normais. Doses repetidas de 10 g/Kg foram letais.
- Humanos: Não foram observados efeitos teratogénicos devido ao consumo de Conium maculatum.

Atenção: Jamais confie nas informações da Wikipédia como fonte única para identificar plantas a serem consumidas seja por pessoas ou por animais domésticos.

## Sinonímia
Entre outros, os seguintes nomes são considerados sinónimos taxonómicos de C. maculatum:
| - Conium ceretanicum Sennen - Conium leiocarpum (Boiss.) Stapf - Cicuta major Lam. - Cicuta officinalis Crantz - Conium cicuta Neck. | - Conium maculosum Pall. - Coriandrum cicuta Crantz - Coriandrum maculatum (L.) Roth - Selinum conium (Vest) E.L.Krause - Sium conium Vest |